# Engoulevent des épines
Caprimulgus donaldsoni
Espèce
Statut de conservation UICN

 LC  : Préoccupation mineure
L'Engoulevent des épines (Caprimulgus donaldsoni) est une espèce d'oiseaux de la famille des Caprimulgidae.

## Répartition
Cet oiseau vit en Éthiopie, au Kenya, en Somalie, au Soudan et en Tanzanie.